# Félix Théroinne
Félix Alexandre Jules Théroinne, né le 8 avril 1871 à Brest, et mort le 28 octobre 1914 à Poulo-Penang (Malaisie), était un lieutenant de vaisseau français.

## Biographie
Entré dans la marine à l'âge de 18 ans, il gravit rapidement les échelons de la hiérarchie, et trois ans plus tard, en 1892, il est aspirant. En janvier 1894, il embarque sur le croiseur Nielly et en décembre de la même année, devient enseigne de vaisseau. De 1897 à 1911, il sert successivement à l'escadre de Méditerranée et de la Cochinchine, ainsi qu'à Brest sur différents navires (croiseurs, avisos, sous-marins, etc.). Devenu lieutenant de vaisseau et chevalier de la Légion d'honneur, il part en 1912, avec le contre-torpilleur Fronde qu'il commande, pour Saïgon et y reste jusqu'en 1914.
Désormais commandant du contre-torpilleur Mousquet, il gagne la base navale britannique de Poulo-Penang en compagnie de la Fronde et du Pistolet (deux sisters-ships du Mousquet).

## Combat de Penang

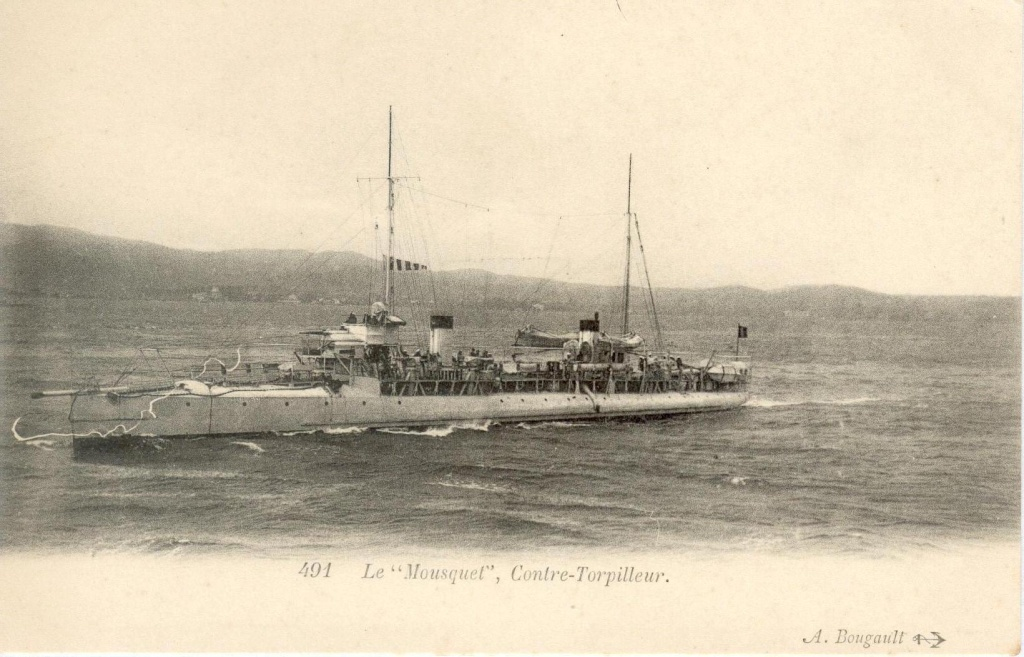
Le contre-torpilleur Mousquet, que commandait Félix Théroinne.

Arrivé sur place, les deux navires qui accompagnaient Théroinne étant à quai pour des problèmes techniques, ce dernier assure seul la surveillance du port. Il ne prête pas attention au croiseur allemand Emden, qu'il a pris pour un navire britannique. L’Emden approche alors des navires au mouillage et coule le croiseur russe Jemtchoug. Accourant au son du canon, Théroinne voit le navire corsaire hisser le pavillon allemand et ouvrir le feu dans sa direction. Le commandant français ne peut cependant utiliser ses pièces de 65 et de 47 mm à cause de leur faible portée. Seuls les tubes lance-torpilles peuvent infliger des dégâts importants mais le navire français est encore trop loin de l'ennemi pour leur utilisation. L’Emden, lui, n'a pas ce problème : ses canons de 105 mm ont une portée largement suffisante pour atteindre le contre-torpilleur. Le troisième obus éclate sur la passerelle de commandement, blessant mortellement Théroinne et tuant plusieurs de ses officiers. 
Le Mousquet coule, emportant avec lui la quasi-totalité des officiers et la plupart de l'équipage. Seuls 36 rescapés seront recueillis par l’Emden.